# Frederick Lubin

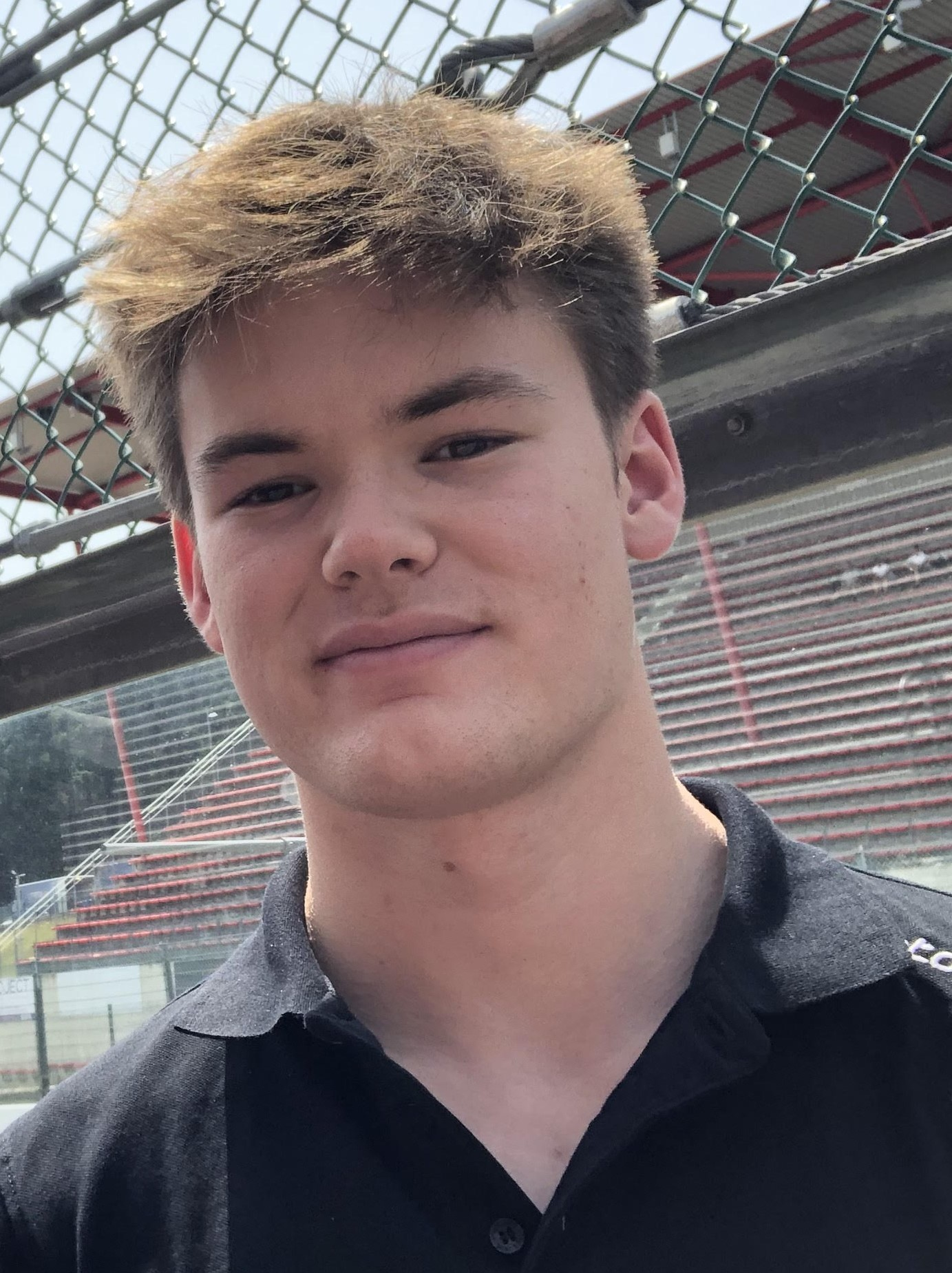
Frederick Lubin 2022

Frederick Lubin (* 23. August 2004 in London) ist ein britischer Autorennfahrer.

## Karriere
Nach Anfängen im Kartsport begann die Monopostokarriere von Frederick Lubin 2022 in der Formel 4. In der britischen Meisterschaft erreichte er den neunten Endrang. Nach dem vierten Rang in der Formula Open 2022 wechselte er 2023 in den GT- und Sportwagensport.
Für United Autosports steuerte er einen Oreca 07 in der FIA-Langstrecken-Weltmeisterschaft. Seine beste Platzierung war der achte Gesamtrang beim 1000-Meilen-Rennen von Sebring. Sein Debüt beim 24-Stunden-Rennen von Le Mans endete mit dem 21. Rang im Schlussklassement.

## Statistik

### Le-Mans-Ergebnisse
| Jahr | Team              | Fahrzeug | Teamkollege        | Teamkollege   | Platzierung | Ausfallgrund |
| ---- | ----------------- | -------- | ------------------ | ------------- | ----------- | ------------ |
| 2023 | United Autosports | Oreca 07 | Filipe Albuquerque | Philip Hanson | Rang 21     |              |

### Einzelergebnisse in der FIA-Langstrecken-Weltmeisterschaft
| Saison | Team              | Rennwagen | 1   | 2   | 3   | 4   | 5   | 6   | 7   |
| ------ | ----------------- | --------- | --- | --- | --- | --- | --- | --- | --- |
| 2023   | United Autosports | Oreca 07  | SEB | POR | SPA | LEM | MON | FUJ | BAH |
| 2023   | United Autosports | Oreca 07  | 8   | 11  | 11  | 21  | 16  | 12  | 20  |